# L'indovino del villaggio
L'indovino del villaggio (titolo originale francese: Le devin du village) è un intermezzo buffo con testi e musica di Jean-Jacques Rousseau.

## Storia
Non fiducioso nel successo di questa opera, vista la fredda accoglienza riservata alla sua precedente Le Muse galanti, Rousseau decise di farla provare senza che si sapesse il nome dell'autore. Inaspettatamente i musicisti incaricati dell'interpretazione espressero un parere positivo, tanto che l'opera fu proposta per la prima rappresentazione a corte.
Fu eseguita per la prima volta al castello di Fontainebleau il 18 ottobre 1752 per il re Luigi XV, e riscontrò un certo successo. Alla prima erano presenti il re e Madame de Pompadour, oltre a Rousseau stesso. Al termine della serata, venne proposto a Rousseau di recarsi a corte il giorno successivo, al cospetto di Luigi XV, per il conferimento della carica di poeta di corte. Rousseau, tuttavia, rifiutò di presentarsi, a causa della stenosi all'uretra che lo affliggeva fin dall'infanzia e che gli aveva causato dei problemi d'incontinenza durante lo spettacolo.

## Trama
I personaggi attorno a cui ruota la vicenda sono tre: Colette, la ragazza protagonista, il cui ruolo è affidato ad un soprano, Colin, l'amante da cui lei è stata abbandonata e che è interpretato da un tenore, e infine l'indovino il cui ruolo, come accadeva per parecchi personaggi ispirati alla commedia dell'arte italiana, è affidato alla voce di un basso buffo o di un baritono. La trama è molto semplice: Colette, che, abbandonata da Colin canta il suo rammarico nell'aria iniziale J'ai perdu mon serviteur, si affida all'indovino, il quale, grande conoscitore dei sentimenti umani, con un espediente riesce a far riunire i due amanti. L'opera ispirerà Mozart per la composizione di Bastien und Bastienne.

## Ruoli e interpreti nella prima rappresentazione

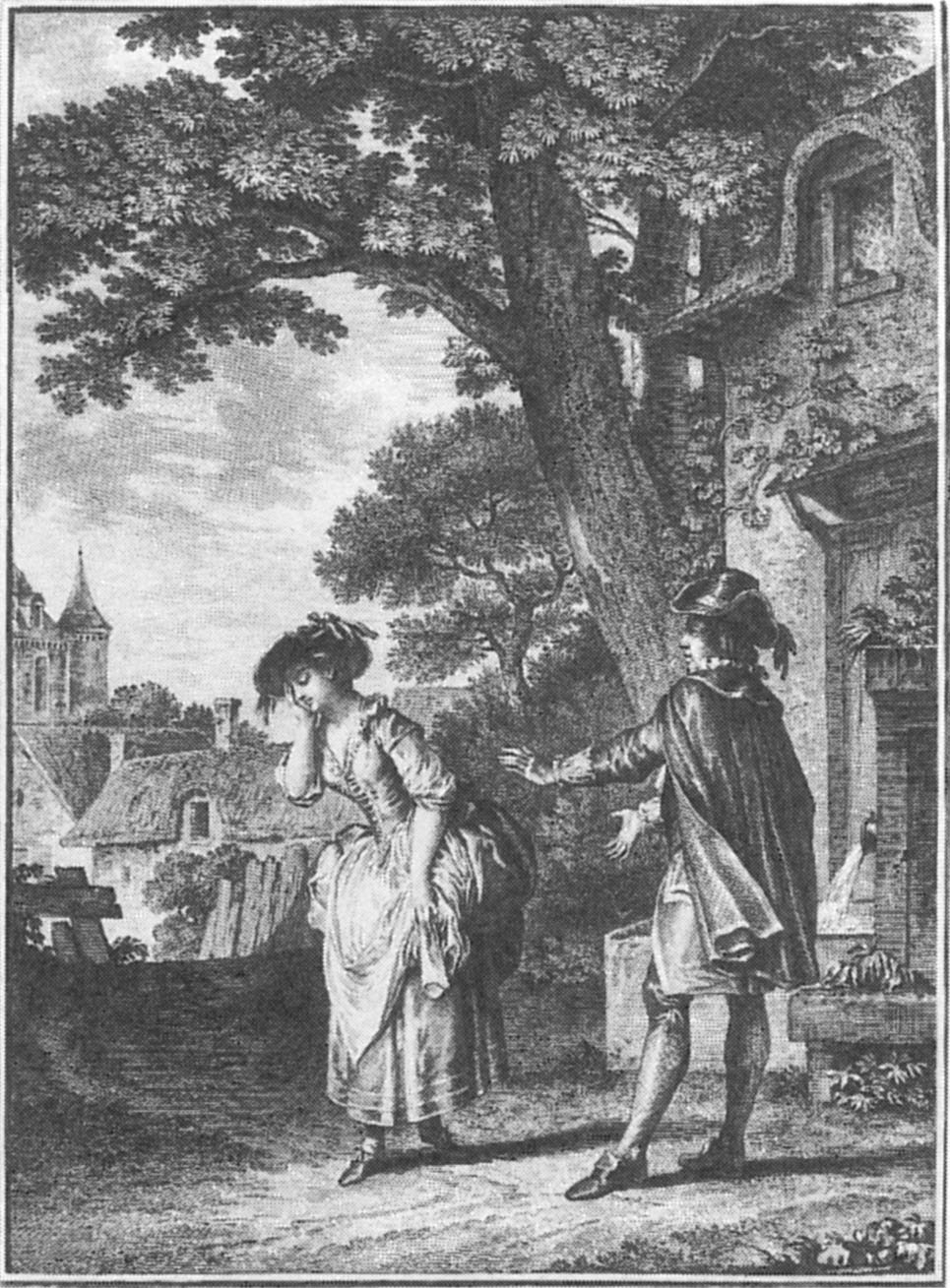
Scena de "L'indovino del villaggio"(Moreau, 1753)

| Ruolo      | Voce                          | Interpreti della prima rappresentazione |
| ---------- | ----------------------------- | --------------------------------------- |
| Colin      | haute-contre                  | Pierre de Jélyotte                      |
| Colette    | soprano                       | Marie Fel                               |
| L'indovino | basse-taille (basso cantante) | Cuvillier o Cuvelier fils (figlio)      |

## Numeri musicali
- Ouverture
- [Scena I]
  - Colette J'ai perdu tout mon bonheur
- [Scena II]
  - Colette, l'indovino Perdrai-je Colin sans retour?
  - Colette, l'indovino Si des galans de la ville
  - L'indovino, Colette L'amour croît, s'il s'inquiète
- [Scena III]
  - L'indovino J'ai tout su de Colin
- [Scena IV]
  - Colin, l'indovino L'amour et vos leçons
  - Colin, l'indovino Non Colette n'est pas trompeuse
- [Scena V]
  - Gai
  - Colin Je vais revoir ma charmante maîtresse
- [Scena VI]
  - Colin, Colette Je l'aperçois
  - Colin, Colette Ta fois ne m'est point ravie
  - Colette, Colin Tant qu'à mon Colin j'ai su plaire
  - Colin, Colette À jamais Colin t'engage
- [Scena VII]
  - L'indovino, Colin Je vous a délivrés
  - L'indovino Venez, jeunes garçons
- [Scena VIII]
  - Entrata della gioventù del villaggio
  - Coro Colin revient à sa bergère
  - Pastorelle pour les villageois
  - Colin Dans ma cabane obscure
  - Pantomima – L'indovino Il faut tout à l'envi nous signaler ici
  - L'indovino, Colin, Colette, coro L'art à l'amour est favorable
  - Colette Avec l'objet de mes amours
  - Ballet divertissement
  - Coro Allons danser sous les ormeaux[5]